# Blair Athol, Nam Úc
Blair Athol (34°51′N 138°35′Đ / 34,85°N 138,583°Đ) là tên một khu vực ngoại ô của Thành phố Port Adelaide Enfield ở miền tây bắc thành phố Adelaide, thủ đô tiểu bang Nam Úc, nước Úc. Mã bưu điện của ngoại ô là 5084. Khu vực này cách trung tâm Adelaide 14 km, nằm trên bán đảo LeFevre. Các khu vực lân cận là Peterhead, Exeter và Glanville.